# Klotrandkaktus
Klotrandkaktus (Copiapoa calderana) är en art inom randkaktussläktet och familjen kaktusväxter, som har sin naturliga utbredning i Chile.

## Beskrivning
Klotrandkaktus är en klotformad till kort cylindrisk kaktus som blir 5 till 10 centimeter i diameter. Den är uppdelad i 10 till 17 åsar som är uppdelade i vårtor. På vårtorna sitter 1 till 4 centimeter långa taggar. 

## Underarter
C. calderana ssp. calderana
Grundarten kan ibland bilda tuvor och har en kraftig pålrot med smal rothals. Den är klotformad, blekgrön och blir 5 till 10 centimeter i diameter. Den är uppdelad i 10 till 17 breda åsar som inte är vårtindelade. Den har 1 till 2 centraltaggar som blir 15 till 30 millimeter långa. Runt dessa sitter 4 till 7 radiärtaggar som blir 12 till 15 millimeter långa. Blommorna blir 25 till 35 millimeter långa och 25 till 35 millimeter i diameter. De är blekgula och doftar. Frukten blir 10 till 15 millimeter stor och är blekgrön då den är mogen.
C. calderana ssp. atacamensis (Middled.) D.R.Hunt 2002
Underarten atacamensis är en kort cylindrisk, grågrön kaktus som blir 5 till 8 centimeter hög och upp till 12 centimeter i diameter. Den är uppdelad i 12 till 16 åsar som är svagt indelade i vårtor. Längs åsarna sitter 1 rak centraltagg som blir 33 till 38 millimeter lång. Runt den sitter 5 till 7 tillbakaböjda radiärtaggar som blir 10 till 22 millimeter långa. Blomman blir cirka 3 centimeter i diameter.

## Synonymer
C. calderana ssp. calderana
Copiapoa lembckei Backeb. 1959, nom. inval.
Copiapoa calderana var. spinosior F.Ritter 1980
C. calderana ssp. atacamensis
Copiapoa atacamensis Middled. 1980
Echinocactus bolivianus Pfeiff. 1847
Copiapoa boliviana (Pfeiff.) F.Ritter 1980